# Лукавац (Трново)
Лукавац су насељено мјесто у општини Трново, Федерација БиХ, Босна и Херцеговина.

## Становништво
|         | 2013.       | 1991.        | 1981.         | 1971.         |
| Укупно  | 42 (100,0%) | 66 (100,0%)  | 225 (100,0%)  | 379 (100,0%)  |
| Бошњаци | 42 (100,0%) | 66 (100,0%)1 | 225 (100,0%)1 | 368 (97,10%)1 |
| Срби    | –           | –            | –             | 4 (1,055%)    |
| Остали  | –           | –            | –             | 4 (1,055%)    |
| Хрвати  | –           | –            | –             | 3 (0,792%)    |

1. 1 На пописима од 1971. до 1991. Бошњаци су пописивани углавном као Муслимани.